# Dužnost
Dužnost je obveza ili očekivanje, da se izvrši neka radnja općenito ili ako nastupe određene okolnosti. Dužnost može proizaći iz sustava etike ili morala, posebno u kulturi časti. Mnoge dužnosti nastale su zakonom, ponekad uključujući kodificiranu kaznu ili odgovornost za propust. Obavljanje nečije dužnosti može zahtijevati određenu žrtvu vlastitog interesa.
Ciceron, rani rimski filozof koji raspravlja o dužnosti u svom djelu “O dužnostima”, sugerira da dužnosti mogu dolaziti iz četiri različita izvora:
- kao rezultat toga što je netko čovjek
- kao rezultat nečijeg posebnog mjesta u životu (obitelj, domovina, posao)
- kao rezultat nečijeg karaktera
- kao rezultat vlastitih moralnih očekivanja za sebe

Specifične obveze koje nameću zakon ili kultura znatno se razlikuju, ovisno o jurisdikciji, vjeri i društvenim normama.
Dužnost se također često doživljava kao nešto što se duguje svojoj domovini (domoljublje) ili svojoj zajednici.
Građanske dužnosti mogu uključivati:
- Poštivanje zakona
- Plaćanje poreza
- Služenje vojske
- Glasanje na izborima i referendumima
- Služenje u poroti, ako se bude pozvan
- Pomaganje žrtvama nesreća i uličnog kriminala i svjedočiti kasnije na sudu
- Prijava zaraznih bolesti tijelima javnog zdravstva
- Volontiranje
- Darivanje krvi
- Prijava korupcije.